# Carolina Trivelli
Carolina Trivelli Ávila (n. Lima, 26 de junio de 1968) es una economista peruana, especialista en temas de pobreza, políticas sociales y desarrollo rural. Fue la primera Ministra de Desarrollo e Inclusión Social del Perú, cargo que ejerció de 21 de octubre del 2011 a 22 de julio del 2013.

## Estudios y carrera profesional
Hija del ingeniero chileno Osvaldo Trivelli Grandal y Cecilia Ávila.
En 1991, se graduó como bachiller en Ciencias Sociales con mención en Economía en la Pontificia Universidad Católica del Perú. Es también máster en Economía Agraria por la Universidad Estatal de Pensilvania, Estados Unidos, donde estudió entre 1994 y 1996 gracias a una beca de la USAID.
En 1990, comenzó su vida profesional como practicante en el Instituto de Estudios Peruanos (IEP), del que llegó a ser Investigadora Principal. Fue miembro del consejo directivo del IEP durante catorce años, cuatro de los cuales los ejerció como directora general (2001-2005). En el IEP lideró un importante proceso de cambio institucional, que priorizó la investigación del desarrollo rural y la inclusión financiera de las mujeres y los pobladores de menores recursos.
Ha sido consultora de organismos nacionales e internacionales como el Banco Interamericano de Desarrollo, el Banco Mundial, la FAO, entre otros.
En el sector público, ha sido miembro del Comité Consultivo del Ministerio de Agricultura (2002-2004) y del Ministerio de la Mujer y Desarrollo Social (2009). Asimismo, fue miembro de la comisión para la implementación de la Estrategia Nacional de Desarrollo Rural, de la Secretaría Técnica de la Comisión Interministerial de Asuntos Sociales (CIAS) de la Presidencia del Consejo de Ministros, e integrante del Comité Técnico Asesor sobre medición de Pobreza del INEI.
Fue también Presidenta del Consejo Directivo del Seminario Permanente de Investigación Agraria (SEPIA) y presidenta del Consorcio para el Desarrollo Sostenible de la Ecorregión Andina (CONDESAN). Es además autora de diversos estudios nacionales e internacionales sobre Desarrollo Rural y Superación de la Pobreza y ha ejercido la docencia en la Pontificia Universidad Católica del Perú y en la Universidad del Pacífico.

## Ministra de Desarrollo e Inclusión Social
El 21 de octubre del 2011, juró ante el presidente Ollanta Humala como titular del recién fundado Ministerio de Desarrollo e Inclusión Social (MIDIS), en una ceremonia pública realizada en el distrito de San Sebastián, Cusco, a la que asistieron todos los integrantes del gabinete ministerial. Miles de lugareños espectaron la ceremonia.
Debido a su nombramiento como ministra, renunció a la nacionalidad chilena.
El 22 de julio de 2013 renunció a su cargo de ministra, aduciendo razones estrictamente personales y familiares.